# Tigerøje
Tigerøje er et mineral med gul og brun farve i farvede bånd og med en tydelig fiberøs opbygning, der giver stenen en egen glans (chatoyering), hvor lyset spiller i fibrene og kan give lysstriber på overfladen. Fibrene er opstået da det oprindelige mineral blå asbest eller tilsvarende mineraler gradvist er blevet erstattet med kisel men har beholdt asbestens struktur. Striberne giver mindelser om et katteøje, men på grund af farven betegnes mineralet tigerøje. Et tilsvarende blågrønt mineral benævnes falkeøje. 

## Forekomst
Tigerøje findes i Sydafrika, Vestaustralien, Kina, Indien, Canada, Myanmar, Namibia, Ukraine og USA.

## Anvendelse og overtro
Tigerøje anvendes især som smykkesten slebet i cabochon og som perler, men kan også skæres til figurer. 
Stenen er blevet tilskrevet helbredende evner over for hovedpine, iskias og sygdomme i testiklerne. 